# Immoble al carrer Còdols, 15
L'Immoble al carrer Còdols, 15 és una obra de Breda (Selva) protegida com a Bé Cultural d'Interès Local.

## Descripció
Edificació de planta baixa i pis amb la coberta inclinada a dues aigües de teula àrab amb el carener paral·lel a la façana principal. La composició de les obertures sembla l'original, malgrat que han estat lleugerament modificades: segueixen un mateix ritme i estan disposades sobre el mateix eix vertical. A la planta baixa hi ha la porta d'entrada amb arc rebaixat. La façana està arrebossada i pintada.